# Старое Чирково
Старое Чирково — село в Павловском районе Ульяновской области, в составе Пичеурского сельского поселения. 
Население - 415 (2010)

## География
Село находится в пределах Приволжской возвышенности, являющейся частью Восточно-Европейской равнины, при ручье, по правой стороне реки Каслей-Кадады, на высоте около 240 метров над уровнем моря, в окружении лесов. Рельеф местности холмистый. 
В районе села распространены серые лесные почвы.
Село расположено примерно в 25 км по прямой к северо-западу от районного центра посёлка городского типа Павловка. По автомобильным дорогам расстояние до районного центра составляет 30 км, до областного центра города Ульяновска - 250 км. 
Часовой пояс
Старое Чирково, как и вся Ульяновская область, находится в часовой зоне МСК+1. Смещение применяемого времени относительно UTC составляет +4:00.

## История
Основано поселение в конце XVII века. В 1695 году стольник С. Г. Чирков из Алатырского уезда (возможно его с. Чирково) подал Петру I челобитную с просьбой выделить ему четверть земли. Следуя указу Петра I, Приказ Казанского двора отписывает: «За Саратовским-де уездом в дикой степи ниже речки Донгуса на речке Кададе есть порозжее мельничное место и порозжие сенные покосы между речками Кадады и Елань Кадады, и что то мельничное место дать ему в поместье…». До 1704 года новое поселение, основанное на землях, принадлежащих Чиркову, называлось Никольское, вероятно, по построенной здесь церкви во имя Святителя Николая. В 1704 году в селе была выстроена новая церковь во имя Иоанна Крестителя, а село стало зваться Чирково, по имени первого владельца. В XIX веке и в начале XX века село относилось к Хвалынскому уезду Саратовской губернии. Село было волостным центром. Собственники — Четеков, Махотин, Шагаев, Новиков, Ховрин, Сабуров, Яковлев, государственные крестьяне. В начале XVIII века (до 1721 года) майором Иваном Григорьевичем Чирковым (брат С. Г. Чиркова), в 7 верстах от села, было основано с. Новое Чирково. 
В Списке населённых мест Российской империи по сведениям за 1859 год, упоминается как казённое село Старое Чирково (Никольское) Хвалынского уезда Саратовской губернии, расположенное при реке Кададе, по правую сторону тракта из города Хвалынска в квартиру второго стана и в Кузнецкий уезд на расстоянии 85 вёрст от уездного города. В населённом пункте насчитывался 163 двора, проживали 656 мужчин и 697 женщин, имелись православная церковь и 5 мельниц. 
В 1862 году в селе было 163 двора с 1353 жителями. 
Согласно переписи 1897 года в Старом Чиркове проживали 1446 жителей (666 мужчин и 780 женщин), все православные.
Согласно Списку населённых мест Саратовской губернии 1914 года Старое Чирково являлось волостным селом Старо-Чирковской волости. По сведениям за 1911 год в селе проживали преимущественно бывшие крепостные крестьяне, преимущественно великороссы, составлявшие три сельских общества, к которому относилось 313 дворов, в которых проживали 958 мужчин и 978 женщин, всего 1936 жителей. Не входили в состав сельских обществ 4 хозяйства, 24 мужчины и 24 женщины, всего 48 человек. Имелись Иоановская  церковь и церковно-приходская школа.
В 1996 году в селе проживало 550 человек, преимущественно русские.

## Население
Динамика численности населения по годам:
| Годы      | 1859 | 1897 | 1911 | 1989 | 2002 |
| --------- | ---- | ---- | ---- | ---- | ---- |
| Население | 1353 | 1446 | 1984 | ≈530 | 470  |

| 2010 |
| ---- |
| 586  |

Национальный состав
Согласно результатам переписи 2002 года русские составляли 95 % населения села. 

## Достопримечательности
- Церковь Иоанна Воина [12][13][14][15][16]

## Галерея церкви

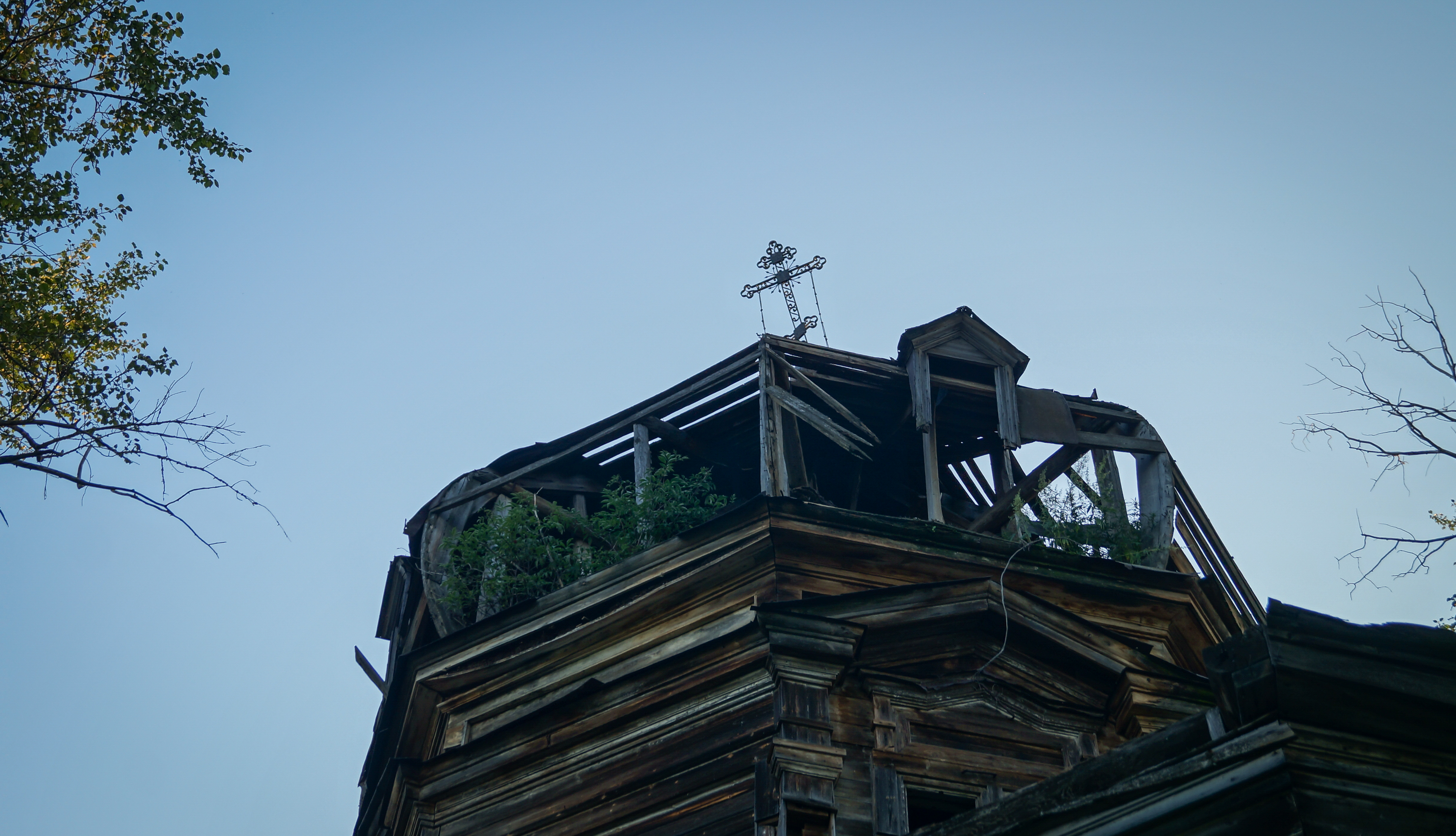
Иоанно-Воинская церковь, Старое Чирково.
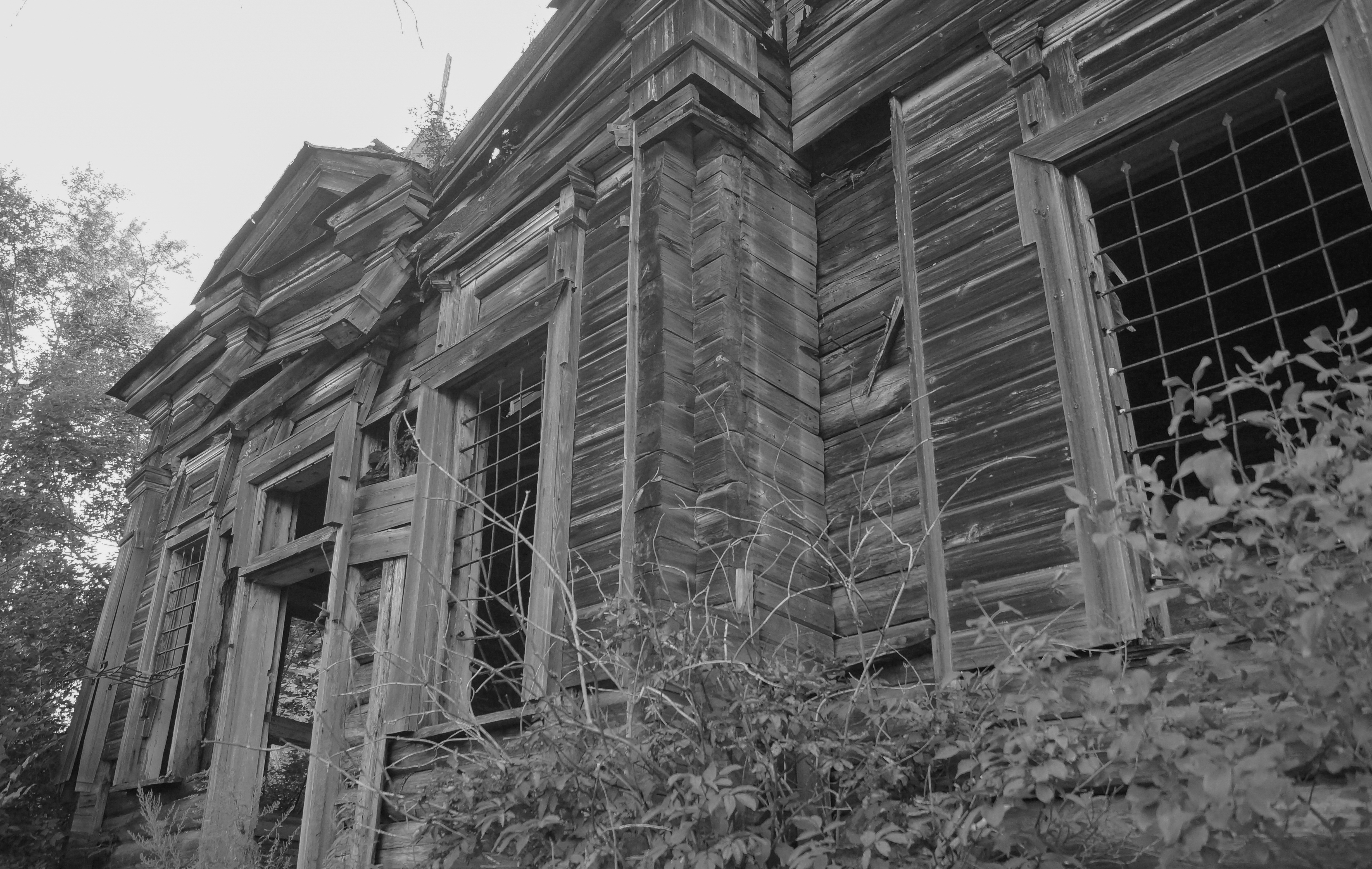
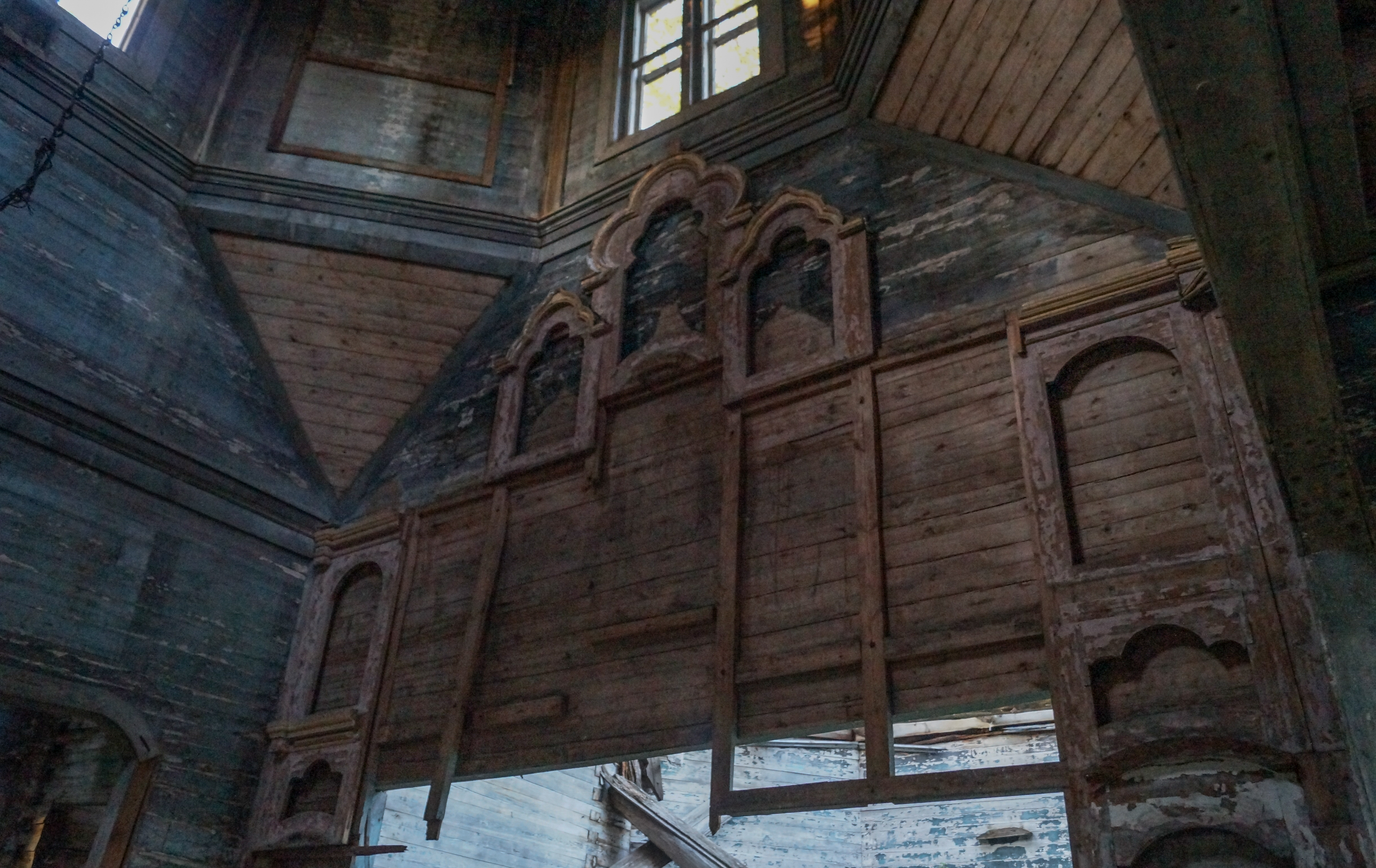
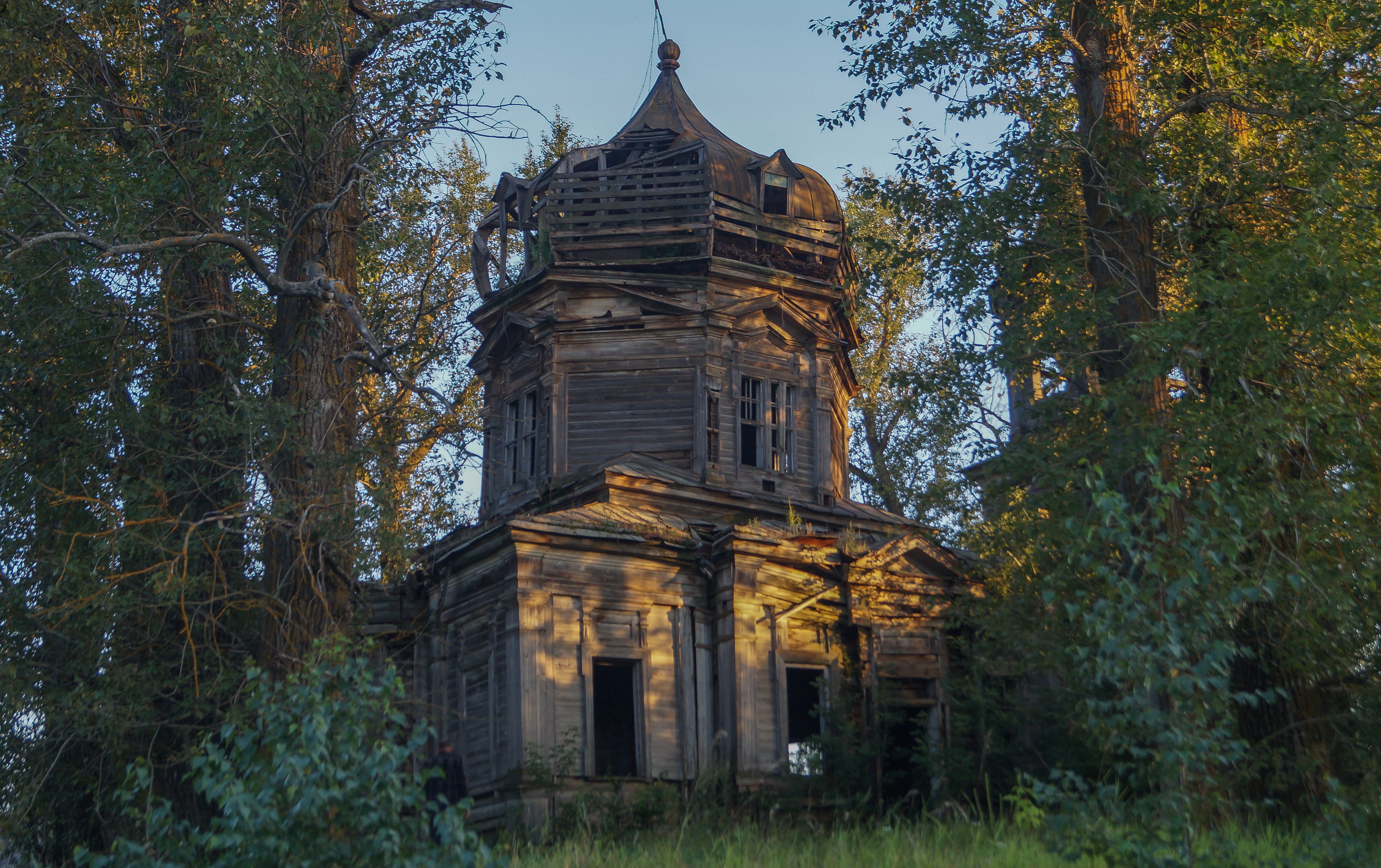